# Sultán bin Zayed bin Sultán Al Nahyan
El jeque Sultán bin Zayed bin Sultán Al Nahyan (en árabe: سلطان بن زايد بن سلطان آل نهيان‎; 1955-18 de noviembre de 2019) fue un político emiratí y miembro de la familia Al Nahyan que se desempeñó como tercer vice primer ministro de los Emiratos Árabes Unidos.

## Primeros años y educación
El jeque Sultán fue el segundo hijo del jeque Zayed bin Sultán Al Nahyan, fundador de los Emiratos Árabes Unidos. Nació en 1953. Su madre fue la segunda esposa de su padre, la jequesa bint Madhad Al Mashghouni. Sheikh Sultan se educó en la Escuela Millfield en Somerset, Inglaterra y se graduó de la Real Academia Militar de Sandhurst. Su medio hermano paterno mayor, el jeque Jalifa, fue presidente de los Emiratos Árabes Unidos (2004-2022), mientras que su otro medio hermano, el jeque Mohamed, es el actual presidente de los Emiratos Árabes Unidos y gobernante de Abu Dabi.

## Carrera
Sheikh Sultan se desempeñó como presidente de la Asociación de Fútbol de los EAU (1976-1981). En 1990, fue nombrado vice primer ministro de los Emiratos Árabes Unidos.
De 1997 a 2009 sirvió junto a su medio hermano menor, el jeque Hamdan, como vice primer ministro. En 2009, fue reemplazado por su medio hermano jeque Saif y jeque Mansour en el cargo.
El jeque Sultán fue representante del presidente, presidente del centro cultural y de medios, presidente del Emirates Heritage Club y presidente del centro Zayed para la coordinación y el seguimiento, miembro del Consejo Supremo del Petróleo, y miembro de la Abu Dhabi Investment Authority.
El jeque Sultán fue presidente del Centro Zayed, que luego fue cerrado por el gobierno de los Emiratos Árabes Unidos cuando se supo que difundía y proporcionaba una plataforma para opiniones antiamericanas, antisemitas y antiisraelíes extremas.

## Fallecimiento
Sultán bin Zayed falleció el 18 de noviembre de 2019.